# Бунчевац
Бунчевац је насељено мјесто у Босни и Херцеговини у Општини Дрвар које административно припада Федерацији Босне и Херцеговине. Према попису становништва из 1991. у насељу је живјело 82 становника.

## Становништво
|             | 2013.       | 1991.       | 1981.       | 1971.       |
| Укупно      | 37 (100,0%) | 82 (100,0%) | 84 (100,0%) | 99 (100,0%) |
| Срби        | 37 (100,0%) | 82 (100,0%) | 76 (90,48%) | 96 (96,97%) |
| Југословени | –           | –           | 8 (9,524%)  | –           |
| Остали      | –           | –           | –           | 3 (3,030%)  |